# Pomacentrus atriaxillaris
Pomacentrus atriaxillaris là một loài cá biển thuộc chi Pomacentrus trong họ Cá thia. Loài này được mô tả lần đầu tiên vào năm 2002.

## Từ nguyên
Từ định danh atriaxillaris được ghép bởi hai âm tiết trong tiếng Latinh, là albus ("trắng") và axillaris ("ở nách"), hàm ý đề cập đến đốm trắng ở gốc vây ngực của loài cá này.

## Phạm vi phân bố và môi trường sống
P. atriaxillaris là một loài đặc hữu của Madagascar, chỉ được tìm thấy ở bờ biển phía tây bắc của đảo này, độ sâu đến 12 m.